# Freiburg Institute for Advanced Studies

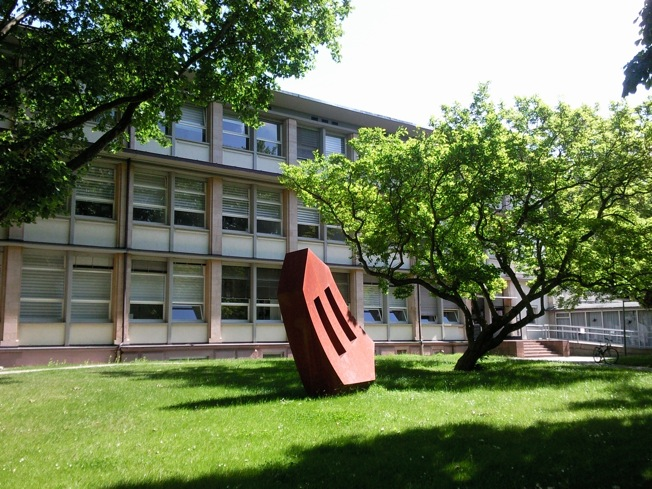
Das FRIAS-Hauptgebäude im Institutsviertel der Albert-Ludwigs-Universität Freiburg.

Das Freiburg Institute for Advanced Studies (FRIAS) ist das internationale Forschungskolleg der Albert-Ludwigs-Universität Freiburg.
Es hat die Aufgabe, durch die Vergabe von zeitlich befristeten Fellowships, herausragenden Wissenschaftlern aller Disziplinen die Bearbeitung ihrer Forschungsprojekte zu ermöglichen. Nach einer ersten Förderphase von 2008 bis 2013 wird das Institut seit 2013 mit verändertem Konzept und einer Finanzierung durch das Land Baden-Württemberg und die Universität Freiburg fortgeführt.
Seit seiner Gründung 2008 haben mehr als 250 Wissenschaftler am FRIAS gearbeitet.

## Geschichte
Das FRIAS wurde Ende 2007 im Rahmen der Exzellenzinitiative des Bundesministeriums für Bildung und Forschung (BMBF) und der Deutschen Forschungsgemeinschaft (DFG) eingerichtet und am 5. Mai 2008 offiziell eröffnet. Das Institut ist in die Universität Freiburg integriert und fördert Geistes-, Natur- und Ingenieurwissenschaften. Leitidee des FRIAS ist die Förderung von Spitzenforschung und Internationalität der Universität Freiburg sowie die Förderung der interdisziplinären Zusammenarbeit zwischen verschiedenen Disziplinen. Von 2008 bis 2013 bestand das FRIAS aus vier Sektionen, die wichtige Forschungsbereiche der Universität Freiburg spiegeln (der School of History, der School of Language & Literature, der School of Life Sciences – LifeNet und der School of Soft Matter Research).
In der Exzellenzinitiative II war das Zukunftskonzept der Universität Freiburg nicht erfolgreich – dies entschied der zuständige Ausschuss am 15. Juni 2012.
Das neue Konzept, das für alle Disziplinen geöffnet ist, sieht die Einrichtung von je zwei Forschungsschwerpunkten mit einjähriger Förderung vor. Die Forschungsschwerpunkte für das akademische Jahr 2014/2015 sind Designed quantum transport in complex materials und Dynamic alignments and dealignments in global southeast Asia. Hinzu kommen verschiedene Programme zur Vergabe von Fellowships an jüngere und etablierte Wissenschaftler aus dem In- und Ausland. Ein weiterer künftiger Schwerpunkt sind Dialogveranstaltungen zu aktuellen wissenschaftlichen Themen mit hoher gesellschaftlicher Relevanz. Das Land Baden-Württemberg gewährte dem Institut in seiner Neuausrichtung eine Finanzierung von 3,8 Millionen Euro für November 2014 bis Ende 2017. Daneben wird das FRIAS in den Jahren 2014 bis 2024 mit bis zu 2,4 Millionen Euro aus EU-Mitteln (Marie-Curie-Cofund-Programm) unterstützt. Der Hauptstandort Albertstraße 19 bleibt bestehen.

## Organisation
Am FRIAS arbeiten drei Gruppen von Fellows:
- Internal Senior Fellows: Wissenschaftler der Universität Freiburg
- External Senior Fellows: Wissenschaftler aus der ganzen Welt
- Junior Fellows: Nachwuchswissenschaftler

Das FRIAS richtet in seinen Forschungsfeldern wissenschaftliche Kolloquien, Workshops sowie internationale Konferenzen aus. Die Forschungsergebnisse werden in Fachzeitschriften, Monographien und eigenen FRIAS-Schriftenreihen veröffentlicht.
Die Fellows sind teilweise von Lehr- und Gremienverpflichtungen freigestellt und werden in der Lehre vertreten. Die vom FRIAS finanzierten Vertretungsprofessuren werden vielfach zur Förderung habilitierter Nachwuchswissenschaftler eingesetzt.

### Interdisziplinäre Aktivitäten
Die großen interdisziplinären FRIAS-Symposien betrachten jeweils ein Thema aus den unterschiedlichen Perspektiven der Geistes-, Sozial- und Naturwissenschaften. 2009 war das Thema Evolution, 2011 ging es um Katastrophen, und 2013 wurde der Wert des Körpers aus unterschiedlichen Perspektiven diskutiert.
Kleinere fachübergreifende Veranstaltungsformate wie monatliche Dinner Speeches oder After Hours Conversations bieten Gelegenheiten zum interdisziplinären Austausch.

### Internationale Kooperationen
Aus Kooperationen zwischen internen und externen Fellows haben sich dauerhafte Forschungsverbünde und -projekte entwickelt. Im Oberrheingebiet bestehen enge Kontakte zum Institut d'Études Avancées der Universität Straßburg und der Universität Basel.
Im Oktober 2010 organisierte das FRIAS eine Konferenz zum Thema University-Based Institutes for Advanced Study (UBIAS) in a Global Perspective: Promises, Challenges, New Frontiers, an der insgesamt 32 Institutes for Advanced Study aus 19 Ländern teilnahmen. Daraus ist ein eigenständiges UBIAS-Netzwerk mit Mitgliedsinstituten aus allen Erdteilen entstanden.